# Rapatea pycnocephala
Rapatea pycnocephala är en gräsväxtart som beskrevs av Moritz August Seubert. Rapatea pycnocephala ingår i släktet Rapatea och familjen Rapateaceae. Inga underarter finns listade i Catalogue of Life.